# 沙德纳
沙德纳（英語：Ella Cecelia Shaw，1862年12月20日—1933年12月21日），美国印第安纳州人，卫理公会传教士。

## 生平
幼时受基督徒父母的影响，6岁听父亲讲道。1886年于慕尔大学毕业后，来到南京。1887年5月，从芜湖携六名幼女至干河沿，创立沙小姐学堂，不久改称私立女布道学堂，并创立数处会堂。1891年春，南京仇教之声四起，有人闯入校内焚烧厨房，于是学校停办一年，沙德纳前往日本，第二年返回南京重办学校。1899年在私立女布道学堂添设初中部，1902年改称汇文女中。1912年任金陵女子神学院首任院长。1933年因病去世。